# RD-107

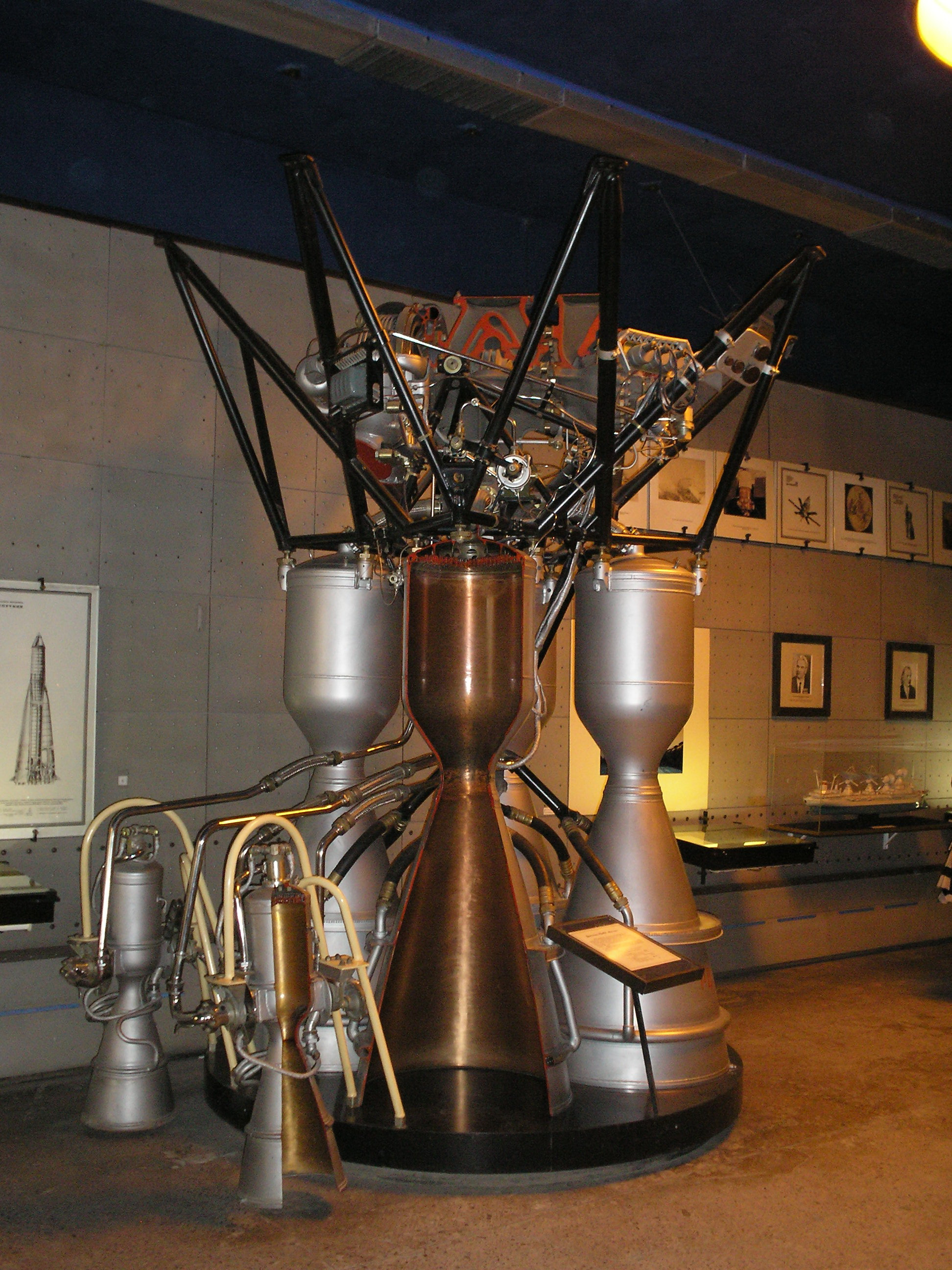
Um motor RD-107 "Vostok" no museu de São Petersburgo.

O RD-107 e seu "irmão", o RD-108, são motores de foguete que foram usados inicialmente para impulsionar os mísseis R-7 Semyorka. Os motores RD-107 foram usados mais tarde em veículos de lançamento  baseados no R-7. Já a partir de 2015, motores bem similares, o RD-107A e o RD-108A, foram usados para impulsionar o Soyuz-FG, o Soyuz-2.1a, e o Soyuz-2.1b, que estão em serviço ativo até hoje.

## Variantes
- RD-107 (ou  8D74): Versão original.[4] Usada no R-7 Semyorka, no Sputnik, no Vostok e no Voskhod.[3]
- RD-107K (ou  8D74K): Versão melhorada do 8D74. Usado no Molniya (8К78).[3]
- RD-107ММ (ou  8D728 ou 8D74M): Versão com empuxo aumentado sobre o 8D74K em 5%.[4] Usado no Molniya-M (8К78М) e no Soyuz (11A511).[3]
- RD-117 (ou  11D511): Versão com melhorias estruturais.[4] Usado no Soyuz-U (11А511U) e no Soyuz-U2 (11A511U2).[3]
- RD-107А (ou  14D22): Versão melhorada do 11D511 com novo desenho de injetor que eliminava as instabilidades de combustão em alta frequência.[4] Usado no Soyuz-FG (11А511U-FG), Soyuz-STA (372RN21A) and Soyuz-STB (372RN21B).[3]
- RD-107А (ou  14D22KhZ): Versão com ignição química do 14D22. Usado no Soyuz-2.1a (14A14-1A) e no Soyuz-2.1b (14A14-1B).[3][7]